# Cansancio
El cansancio, agotamiento, extenuación o flojera es la falta de fuerzas después de realizar un trabajo físico, intelectual o emocional, o por la falta de descanso. Puede ser síntoma de una enfermedad, si no hay una actividad previa que lo justifique.

## Clasificación

### Normal
El cansancio se suele presentar en situaciones normales de la vida por causa de aburrimiento, infelicidad, desilusión, hastío, tedio, fastidio, carencia de sueño, o trabajo duro. En este caso se trata del cansancio considerado normal, ya que es una respuesta importante y normal tras un esfuerzo físico, tensión emocional, o carencia de sueño; y desaparece después de un periodo adecuado de descanso. También se puede definir como una sensación subjetiva de falta de energía física o intelectual o de ambas. 

### Patológico
La flojera también es conocida como astenia, agotamiento o letargo.
Existe un cansancio patológico, anormal y desproporcionado que se presenta sin haber trabajado de forma excesiva, y que es conocido con el nombre de fatiga crónica. La fatiga crónica puede ser el síntoma que delata a un paciente hipotiroideo, porque las personas con esta enfermedad se sienten cansadas o agotadas.

## Etiología
Existen múltiples enfermedades que pueden presentar como síntoma el cansancio patológico:
- Acromegalia
- Anemia
- Artritis reumatoide
- Cáncer
- Celiaquía o sensibilidad al gluten no celíaca
- Diabetes mellitus
- Fiebre del heno o polinosis (alergia al polen)
- Depresión endógena
- Enfermedad de Addison
- Hipotiroidismo
- Encefalopatía de Wernicke
- Infecciones crónicas bacterianas (endocarditis, infecciones urinarias, etc.)
- Infecciones víricas (mononucleosis, hepatitis, gripe, sida)
- Insomnio crónico
- Insuficiencia cardíaca congestiva
- Lupus Eritematoso Sistémico
- Medicamentos (antialérgicos, antihipertensivos, ansiolíticos, diuréticos, etc.)
- Postoperatorios
- Tuberculosis
- Inmunodeficiencias
- Síndrome de activación mastocitaria (MCAS)[1][2][3]

## Diagnóstico
El cansancio es un síntoma, por lo que es expresión del enfermo y no se puede medir de ninguna otra manera. El médico debe investigar su origen, para proponer un tratamiento acorde con la causa del cansancio patológico. Cuando es un cansancio considerado «normal», se recomienda descanso físico y psicológico.

### Diagnóstico diferencial
Hay una diferencia importante entre lo que es cansancio y lo que es apatía. El cansancio es cuando se nota que falta energía para hacer un trabajo, a pesar de que exista voluntad de hacerlo, es cuando se siente que el cuerpo no responde. Por el contrario la apatía aparece cuando no se tienen ganas de hacer las cosas (lo cual suele suceder en caso de depresión). Tampoco debe confundirse con pereza ya que en este caso es una repugnancia a hacer lo que se debe.